# Fabio Pasini
Fabio Pasini (* 23. August 1980 in Gazzaniga) ist ein ehemaliger italienischer Skilangläufer und Sportsoldat.

## Leben und Karriere
Fabio Pasini war wie sein erfolgreicherer Bruder Renato auf Sprintwettbewerbe spezialisiert. Bei seinem ersten internationalen Wettkampf, den Juniorenweltmeisterschaften 2000 in Štrbské Pleso erreichte er die Finalläufe und belegte den 27. Platz. Seinen ersten Einsatz im Skilanglauf-Weltcup hatte Pasini beim Sprint-Weltcup im Januar 2001 im heimischen Asiago. Während sein Bruder den siebenten Platz belegen konnte, scheiterte er als 39. von 42 gestarteten Sportlern in der Qualifikation. Im Februar 2004, bei seinem dritten Weltcup-Einsatz, erreichte er beim Sprint in Pragelato die Finalläufe und erkämpfte als 28. seiner ersten Weltcuppunkte. Daraufhin wurde er während der Saison 2004/05 häufiger im Weltcup eingesetzt. Obwohl es ihm meist nicht gelang die Qualifikation zu überstehen, nominierte ihn der Italienische Wintersportverband für die Nordischen Skiweltmeisterschaften 2005 in Oberstdorf. Überraschenderweise erreichte er das Viertelfinale und belegte als bester italienischer Sprinter den 23. Platz. Am Ende der Saison erreichte er in Reit im Winkl mit Platz 22 seine bis dahin beste Platzierung im Weltcup.
In den darauffolgenden Jahren wurde Pasini nur noch sehr selten im Weltcup eingesetzt. Erst zu Beginn der 2008/09, die vor allem für seinen Bruder mit guten Resultaten begann, erhielt er in Davos eine neue Chance sich gegen die Weltelite zu behaupten. Während sein Bruder Renato mit Platz drei sein bestes Saisonresultat gelang, konnte auch Fabio Pasini mit Platz 17 sein bestes Karriereresultat verbuchen. Eine Woche später in Düsseldorf folgte er dem Beispiel seines Bruders und belegte hinter den Norwegern Ola Vigen Hattestad und Tor Arne Hetland einen unerwarteten dritten Platz. Die Tour de Ski 2008/09 beendete er auf den 34. Platz. Beim folgenden Weltcup in Vancouver kam er zusammen mit Renato Pasini auf den zweiten Platz im Teamsprint. Bei den Nordischen Skiweltmeisterschaften 2009 in Liberec errang er den 17. Platz im Sprint. Zum Saisonende kam er beim Weltcupfinale in Falun auf den 49. Rang und erreichte den 36. Platz im Gesamtweltcup und den 14. Rang im Sprintweltcup. Die Tour de Ski 2009/10 beendete er auf den 32. Platz. Im Januar 2010 erreichte er in Rybinsk zusammen mit Loris Frasnelli den zweiten Platz im Teamsprint. Bei seiner ersten Olympiateilnahme 2010 in Vancouver belegte er den 24. Rang im Sprint. In der Saison 2010/11 kam er in Düsseldorf zusammen mit David Hofer auf den dritten Rang im Teamsprint. Die Tour de Ski 2011/12 und das Weltcupfinale der Saison 2011/12 beendete er auf den 20. und den 33. Gesamtrang. Zu Beginn der folgenden Saison errang er den 46. Platz bei der Nordic Opening in Kuusamo. Bei den Nordischen Skiweltmeisterschaften 2013 im Val di Fiemme wurde er Zehnter im Sprint. In der Saison 2013/14 beendete er die Nordic Opening auf den 64. Platz. Bei den Olympischen Winterspielen 2014 in Sotschi kam er auf den 48. Rang über 15 km klassisch. In den folgenden Jahren bis zu seinem Karriereende 2018 nahm er meist an Rennen im Alpencup teil und gewann im Jahr 2018 den Marcia Gran Paradiso über 45 km klassisch.

## Teilnahmen an Weltmeisterschaften und Olympischen Winterspielen

### Olympische Spiele
- 2010 Vancouver: 24. Platz Sprint klassisch
- 2014 Sotschi: 48. Platz 15 km klassisch

### Nordische Skiweltmeisterschaften
- 2005 Oberstdorf:  23. Platz Sprint klassisch
- 2009 Liberec: 17. Platz Sprint Freistil
- 2013 Val di Fiemme:  10. Platz Sprint klassisch

## Weltcup-Statistik
Die Tabelle zeigt die erreichten Platzierungen im Einzelnen.
- 1.–3. Platz: Anzahl der Podiumsplatzierungen
- Top 10: Anzahl der Platzierungen unter den ersten zehn
- Punkteränge: Anzahl der Platzierungen innerhalb der Punkteränge
- Starts: Anzahl gelaufener Rennen in der jeweiligen Disziplin
- Hinweis: Bei den Distanzrennen erfolgt die Einordnung gemäß FIS.

| Platzierung         | Distanzrennen a | Distanzrennen a | Distanzrennen a | Distanzrennen a | Distanzrennen a | Skiathlon Verfolgung | Sprint | Etappen- rennen b | Gesamt | Team c | Team c  |
| Platzierung         | ≤ 5 km          | ≤ 10 km         | ≤ 15 km         | ≤ 30 km         | > 30 km         | Skiathlon Verfolgung | Sprint | Etappen- rennen b | Gesamt | Sprint | Staffel |
| ------------------- | --------------- | --------------- | --------------- | --------------- | --------------- | -------------------- | ------ | ----------------- | ------ | ------ | ------- |
| 1. Platz            |                 |                 |                 |                 |                 |                      |        |                   |        |        |         |
| 2. Platz            |                 |                 |                 |                 |                 |                      |        |                   |        | 2      |         |
| 3. Platz            |                 |                 |                 |                 |                 |                      | 1      |                   | 1      | 1      |         |
| Top 10              | 1               |                 |                 |                 |                 |                      | 4      |                   | 5      | 8      | 1       |
| Punkteränge         | 2               | 2               | 5               | 1               |                 | 4                    | 25     | 1                 | 40     | 11     | 7       |
| Starts              | 8               | 5               | 17              | 2               |                 | 16                   | 58     | 7                 | 113    | 11     | 7       |
| Stand: Karriereende |                 |                 |                 |                 |                 |                      |        |                   |        |        |         |